# Sant Blai del Fonoll
Sant Blai del Fonoll és una església del municipi de Passanant i Belltall (Conca de Barberà) inclosa en l'Inventari del Patrimoni Arquitectònic de Catalunya.

## Descripció

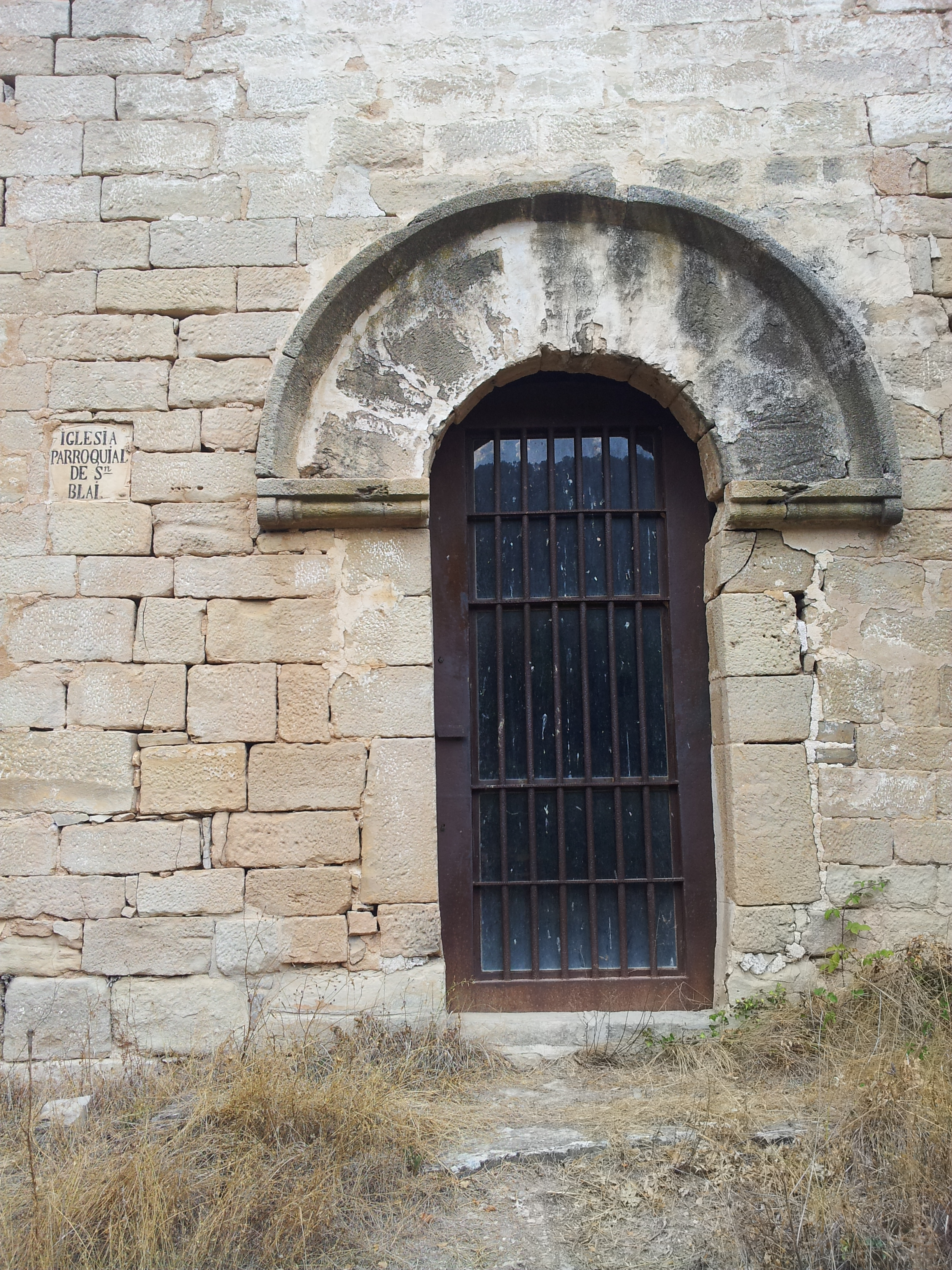
Porta de l'església

Es tracta d'una construcció senzilla, de tipus rural, l'originalitat de la qual rau en la seva estructura irregular, motivada per la configuració del terreny on es troba emplaçada, i per les successives obres de remodelació que s'hi han efectuat. L'adaptació al terreny fa que entre la façana principal i la posterior hi hagi una diferència d'alçària de gairebé 2 metres.
L'edifici consta d'una nau de planta irregular amb absis el·lipsoïdal. La coberta és de volta de canó apuntada, que arrenca d'una imposta que recorre tot el perímetre interior de l'església. La porta d'accés, d'arc de mig punt, s'obre al mur de migdia, les dovelles que formen l'arc es troben protegides per una motllura llisa. En aquest mateix mur hi ha un contrafort de dimensions excessives per al volum de la construcció El conjunt de l'obra és de pedra, de carreus regulars que presenten nombroses marques de picapedrer. La coberta exterior és de teules.
És una església d'una sola nau amb absis de forma ogival (de planta irregular) a la capçalera. Durant el segle XIV va construir-se una capella rectangular en el mur nord. La volta de l'edifici és de canó apuntat i arrenca d'una imposta que recorre tot el perímetre de l'església. La porta d'accés s'obre a la façana sud, és d'arc de mig punt i adovellada. Una motllura a manera de guardapols recorre tot el seu perímetre exterior. No mostra cap mena d'ornamentació.
La planta de l'edifici és molt irregular, la qual cosa ve donada per la necessitat d'adaptar una determinada tipologia arquitectònica al terreny. La fàbrica de la nova capella en el segle XIV va obligar a reforçar l'estructura amb un considerable contrafort, bastit a l'exterior de la façana sud. Al bell mig de l'absis hi ha una finestra espitllera.
El material de construcció són carreus de pedra tallats regularment i col·locats a la manera "isodoma". Hom identifica en alguns d'ells diverses marques de picapedrer. Tardanament, es construí un campanaret d'espadanya. Al seu interior hi ha una imatge gòtica del segle XIV de Sant Blai.

## Història
L'església de Sant Blai, situada al despoblat del Fonoll, és un petit edifici romànic segurament construït a les darreries del segle xii o inicis del segle xiii, tot i que no apareix documentat fins a l'any 1306. Durant el segle xv li fou afegida una capella de planta rectangular a la paret nord, i posteriorment s'hi va construir un petit campanar d'espadanya damunt del contrafort. L'any 1983 l'edifici fou objecte d'un restauració subvencionada per la Direcció General del Patrimoni Artístic de la Generalitat de Catalunya.
El Fonoll va ser un indret repoblat a darrers del segle xii a conseqüència del desmembrament progressiu de l'extens terme assignat al castell de Forès durant el segle xi. L'església no apareix documentada fins al 1306, any en el qual un matrimoni es va fer donatiu de la capella.
El 1330, Sant Blai del Fonoll es converteix en una sufragània de l'església de Sant Miquel de Forès. El 1381 va instituir-se un benefici, el de Santa Llúcia, que es pot pensar va determinar la fàbrica de la nova capella. Aquesta fundació va seguir activa almenys fins a 1406, quan es fa un inventari dels béns i el mobiliari litúrgic que tenia a la seva disposició el beneficiat que se'n responsabilitzava.